# Madeleine Films
 (janvier 2023).
Madeleine Films est une des plus anciennes sociétés de production de films en France. Fondée en 1951 par Gilbert de Goldschmidt, elle est désormais animée par les producteurs Frédéric de Goldschmidt et Virginie Lacombe.

## Historique
Madeleine Films a produit plus de 40 longs métrages depuis 1954, parfois en coproduction avec Parc Film de Mag Bodard comme Les Parapluies de Cherbourg ou Les Demoiselles de Rochefort de Jacques Demy, ou La Guéville d'Yves Robert et Danièle Delorme, comme Le Grand Blond avec une chaussure noire d'Yves Robert.
Parmi les plus gros succès de la société figure P.R.O.F.S. de Patrick Schulmann.
Madeleine Films exploite le Studio des Dames Augustines, salle de projection et auditorium de bruitage à Neuilly-sur-Seine.

## Liste de films
- 1954 : Double destin de Victor Vicas
- 1957 : Vacances en enfer de Jean Kerchbron
- 1957 : Amour de poche de Pierre Kast
- 1960 : La Fille aux yeux d'or de Jean-Gabriel Albicocco
- 1960 : Les Loups dans la bergerie d'Hervé Bromberger
- 1962 : Le Rat d’Amérique de Jean-Gabriel Albicocco
- 1963 : Les Parapluies de Cherbourg de Jacques Demy
- 1965 : Les Créatures d'Agnès Varda
- 1967 : Alexandre le bienheureux d'Yves Robert
- 1967 : Les Demoiselles de Rochefort de Jacques Demy
- 1967 : Le Grand Meaulnes de Jean-Gabriel Albicocco
- 1968 : Pierre et Paul de René Allio
- 1968 : Le Grand Amour de Pierre Etaix
- 1969 : Clérambard de Yves Robert
- 1969 : Mazel Tov ou le Mariage de Claude Berri
- 1969 : Détruire dit-elle de Marguerite Duras
- 1969 : Tout peut arriver de Philippe Labro
- 1970 : Hoa-Binh de Raoul Coutard
- 1970 : Le Distrait de Pierre Richard
- 1972 : Le Grand Blond avec une chaussure noire d'Yves Robert
- 1972 : Les Malheurs d’Alfred de Pierre Richard
- 1974 : On s'est trompé d'histoire d'amour de Jean-Louis Bertuccelli
- 1975 : Monty Python : Sacré Graal ! de Terry Gilliam et Terry Jones
- 1976 : Le Plein de super d'Alain Cavalier
- 1977 : Jabberwocky de Terry Gilliam
- 1977 : Le Diable dans la boîte de Pierre Lary
- 1977 : Servante et maîtresse de Bruno Gantillon
- 1978 : Monty Python : La Vie de Brian de Terry Jones
- 1978 : Trocadéro bleu citron de Michaël Schock
- 1980 : Monty Python à Hollywood de Terry Hughes
- 1980 : Les Turlupins de Bernard Revon
- 1981 : Bandits, bandits de Terry Gilliam
- 1981 : Signé Furax de Marc Simenon
- 1982 : Le Cadeau de Michel Lang
- 1984 : L'Étincelle de Nina Companeez
- 1985 : P.R.O.F.S. de Patrick Schulmann
- 1987 : Les Oreilles entre les dents de Patrick Schulmann
- 1989 : Suivez cet avion de Patrice Ambard
- 1990 : Feu sur le candidat de Agnès Delarive
- 1994 : Je t'aime quand même de Nina Companeez
- 1998 : Comme une bête de Patrick Schulmann
- 2012 : La Tête la première de Amélie van Elmbt
- 2012 : Le Fils de l'autre de Lorraine Lévy
- 2017 : Mobile Homes de Vladimir de Fontenay
- 2019 : Port Authority de Danielle Lessovitz
- 2020 : Jeunesse sauvage de Frédéric Carpentier